# 奥泰鲁 (布拉干萨)
奥泰鲁是葡萄牙布拉干萨区的一个堂区。总面积40.85平方公里，总人口367人，人口密度9人/平方公里。